# Gran Premio Industria e Commercio di Prato 1946
Il Gran Premio Industria e Commercio di Prato 1946, prima edizione della corsa, si svolse l'11 settembre 1946 su un percorso di 252 km con partenza e arrivo a Prato. Organizzato dall'Associazione Ciclistica Pratese, fu vinto in volata dall'italiano Nedo Logli, che completò il percorso in 7h50'00" precedendo i connazionali Sergio Maggini e Quirino Toccaceli. Giunsero al traguardo 17 dei 38 ciclisti al via.

## Percorso
Il percorso, lungo 252 km, era perlopiù pianeggiante, al netto dell'ascesa della Prunetta dopo circa 70 km di corsa. Dopo il via da Prato, si transitò nell'ordine da Campi Bisenzio, Firenze, Lastra a Signa, Signa, Poggio a Caiano, Pistoia, Le Piastre, Prunetta, Marliana, Montecatini Terme, Lucca, Pisa, Pontedera, Fucecchio, Monsummano Terme, Serravalle Pistoiese e di nuovo Pistoia, per giungere infine a Prato, con il traguardo posto presso l'ippodromo cittadino (attuale Parco Liberazione e Pace).

## Ordine d'arrivo
| Pos. | Corridore         | Squadra     | Tempo    |
| ---- | ----------------- | ----------- | -------- |
| 1    | Nedo Logli        | Individuale | 7h50'00" |
| 2    | Sergio Maggini    | Benotto     | s.t.     |
| 3    | Quirino Toccaceli | Individuale | s.t.     |
| 4    | Luigi Casola      | Individuale | s.t.     |
| 5    | Ezio Cecchi       | Individuale | s.t.     |
| 6    | Giordano Cottur   | Wilier T.   | s.t.     |
| 7    | Guido De Santi    | Wilier T.   | s.t.     |
| 8    | Bruno Pasquini    | Individuale | s.t.     |
| 9    | Euro Giacomelli   | Individuale | s.t.     |
| 10   | Enzo Coppini      | Individuale | s.t.     |
| 11   | Vincenzo Rossello | Individuale | s.t.     |
| 12   | Giorgio Cambi     | Individuale | s.t.     |
| 13   | Elio Bertocchi    | Individuale | s.t.     |
| 14   | Aimone Landi      | Welter      | a 30"    |
| 15   | Giulio Bresci     | Welter      | s.t.     |
| 16   | Pietro Ferrari    | Individuale | s.t.     |
| 17   | Alfredo Martini   | Welter      | s.t.     |